# Nordatlantiske strøm
Den Nordatlantiske strøm DNS er en varm havstrøm, som forlænger golfstrømmen og dermed fører varmt overfladevand fra ækvator op til området mellem Grønland og Norge. 
Ud for Newfoundlands kyst møder Golfstrømmen den kolde  Labradorstrøm og forener sig delvis med denne. Derved deler den sig i flere grene. Denne forlængelse af Golfstrømmen mod Europa er Den Nordatlantiske strøm, selvom den i populært bliver betegnet som Golfstrømmen.
Ud for Irland deler strømmen sig i to: Kanariestrømmen, som bøjer sig mod syd, og en hovedgren, som fortsætter mod nordøst langs Vesteuropas kyster. Den nordlige gren deler sig blandt andet i Irmingerstrømmen og Norskestrømmen, der har betydning for det varme klima i Nordeuropa.
I Cornwall og især på Scilly-øerne er effekten sådan, at der vokser planter som palmetræer, der ellers forbindes med et langt varmere klima. Især Island, Færøerne, Irland, Storbritannien og Skandinavien nyder godt af det mildere klima, som Den Nordatlantiske havstrøm medfører.
Ved afkøling mod nord sker der en forøgelse af vandets densitet, der får det til at synke til bunds, et fænomen der kaldes Grønlandspumpen, og som er en drivende kraft i  det globale thermohaline kredsløb.